# Sàmicon
Sàmicon (grec antic: Σαμικόν, en llatí: Samicum) era una ciutat de Trifília, a l'Èlida, situada prop de la costa entre la desembocadura del riu Alfeu i la del Neda. Estava situada sobre un esperó que sortia d'una muntanya elevada molt pròxima a la costa, i deixava només un pas estret.
Pel seu domini sobre aquest pas s'ha pensat que era una ciutat molt antiga i se l'ha identificat amb una ciutat que Homer cita al Catàleg de les naus anomenada Arena i que era una de les possessions de Nèstor, que el poeta situa vora la desembocadura d'un riu que anomena Minieu. Estrabó diu que originalment la ciutat es deia Samos (Σάμος) perquè era dalt d'un turó (samos volia dir antigament 'elevat'), i inicialment Sàmicon era el nom d'una fortalesa encara més elevada. El nom es va estendre a la plana i a la ciutat. Pausànies parla d'una ciutat, Sàmia (Σαμία), que, si no es correspon amb Sàmicon, és de localització desconeguda.
Ocupada per la Lliga Etòlia sota Polispercó en lluita contra la Lliga Arcàdia, Filip V de Macedònia la va ocupar el 219 aC, segons diuen Polibi i Pausànies.
A la seva rodalia, a la costa hi havia el temple del Posidó samià amb una cova i envoltat d'oliveres silvestres. Era el centre religiós de les sis ciutats de Trifília, que contribuïen al seu manteniment i sota la custòdia de la ciutat de Macistos, la més poderosa de les ciutats de Trifília. Estrabó diu que aquest temple es trobava a 100 estadis de Lèpreon.
Vora la ciutat hi havia unes fonts d'aigües medicinals que es deia que guarien les afeccions cutànies. Al llarg de la costa hi havia dues llacunes, i la situada més al sud s'omplia de fonts subterrànies. Les seves aigües eren fètides i els seus peixos no es podien menjar, cosa que Estrabó i Pausànies atribuïen al fet que en aquella llacuna els centaures s'hi rentaven les ferides. Tots dos autors lloen l'excel·lència d'aquella aigua per guarir els problemes a la pell. Sobre la llacuna hi havia dues coves dedicades a les nimfes, la més gran i important era la de les nimfes Anígrides (Ἀνιγρίδες), cantades per la poetessa Mero. Les persones que volien utilitzar la llacuna per sanar-se abans entraven a aquesta cova a oferir les seves oracions a les nimfes. Actualment encara són visibles aquestes coves, però només són accessibles per mar, ja que ha pujat el nivell de les aigües.